# Austrolebias adloffi
Austrolebias adloffi è un pesce osseo d'acqua dolce appartenente alla famiglia Rivulidae.

## Distribuzione e habitat
Questa specie è diffusa nelle acque dolci del fiume Jacuí, in Brasile.

## Descrizione
Questa specie ha un vistoso dimorfismo sessuale nella colorazione. I maschi sono grigi con riflessi iridescenti con un numero variabile di vistose strisce verticali scure. Le femmine e i giovanili hanno colore più uniforme, grigiastro con strisce assenti o poco visibili ma possiedono due paia di macchie scure sul peduncolo caudale. La pinna caudale è arrotondata.
Misura fino a 4,6 cm di lunghezza.

## Riproduzione
Specie ovipara, depone le uova sul fondo.

## Acquariofilia
Si tratta di una specie difficile da mantenere in acquario.